# Девочка

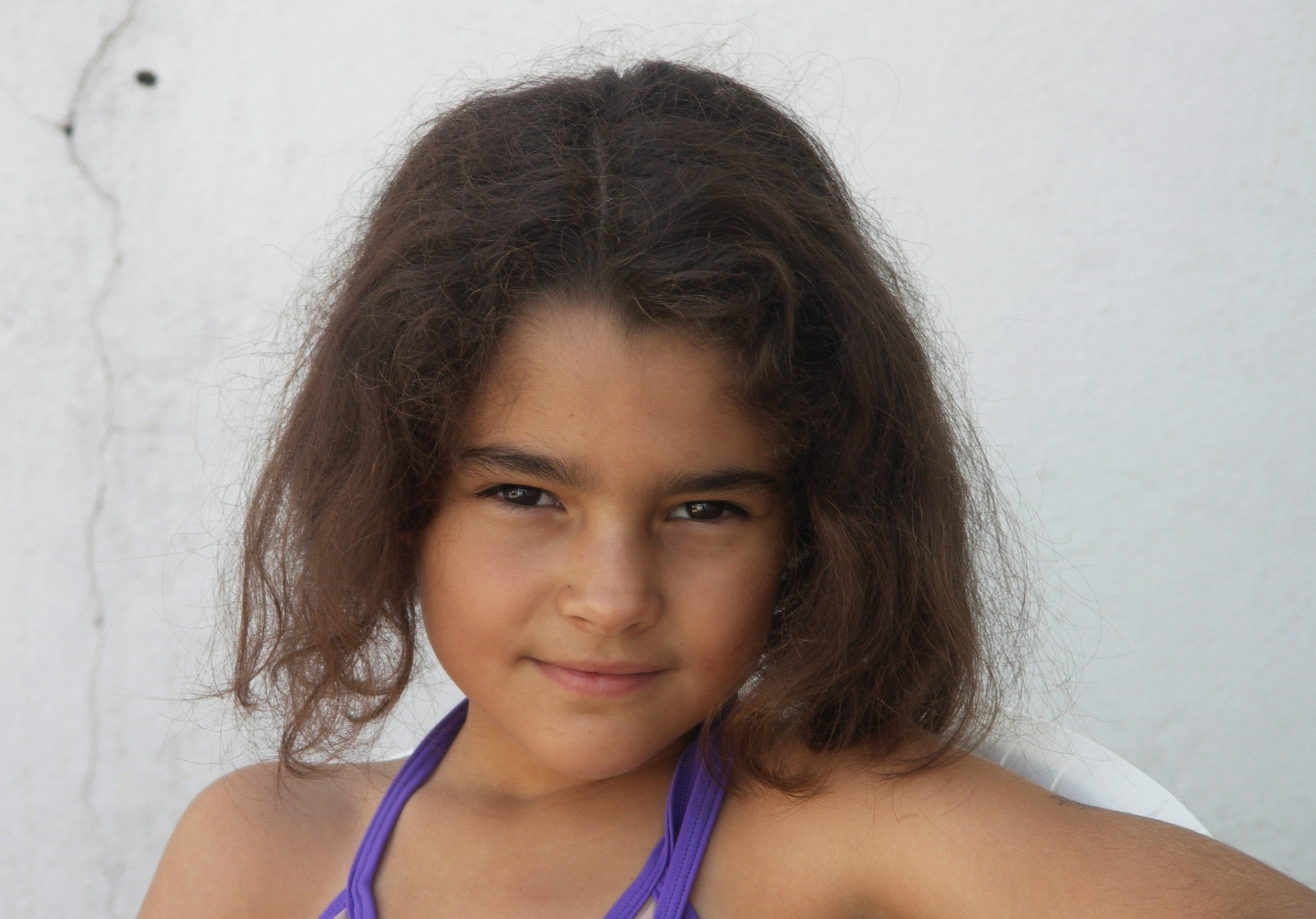
Девочка

Де́вочка — ребёнок или подросток женского пола. Отношение к девочкам и их статус в любом обществе обычно тесно связан со статусом женщин в соответствующей культуре. В тех культурах, в которых имеют или имели низкий социальный статус, девочки могут нежеланными детьми, а общество может инвестировать меньше ресурсов в девочек. Разница в воспитании девочек и мальчиков варьирует от минимальной до полной противоположности.

## Демографические показатели
С XVIII века соотношение полов установилось на уровне 105 мальчиков на каждые 100 родившихся девочек. В некоторых традиционных культурах Азии и Африки рождение девочек не приветствуются из-за обычая давать им при замужестве приданое. В начале XXI века соотношение мальчиков к девочкам к 10 годам составляло примерно 104 к 100.
Международный пакт об экономических, социальных и культурных правах установил, что «начальное образование станет обязательным и доступным для всех», однако в некоторых странах у девочек имеется меньше возможностей поступить в начальную или среднюю школы, по сравнению с мальчиками (70 % : 74 % против 59: 65). Во многих государствах были приняты «Цели развития тысячелетия», и благодаря им, начиная с 1990 года, этот разрыв должен был сократиться.

## Пол и окружающая среда

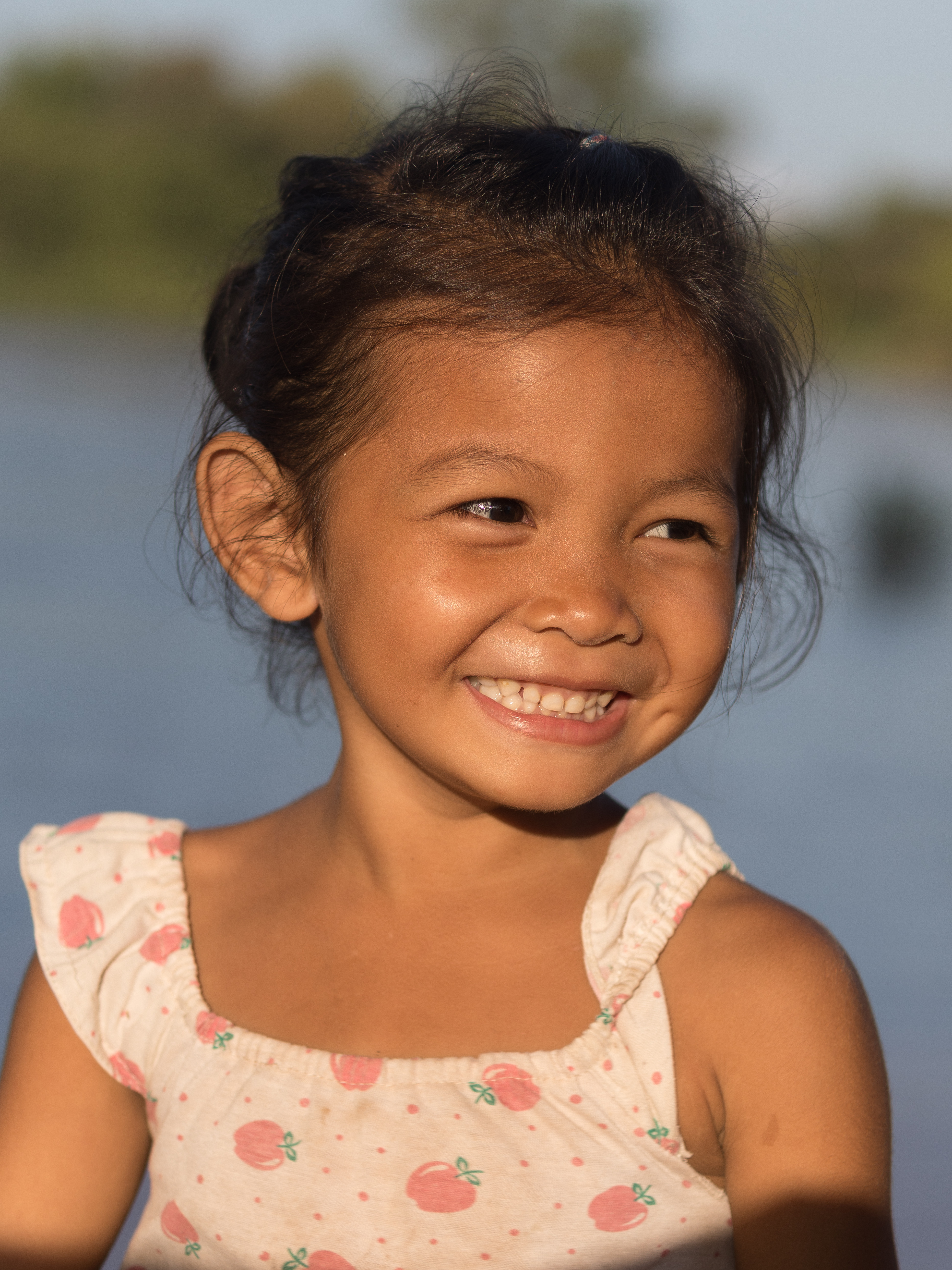
Маленькая девочка из Лаоса

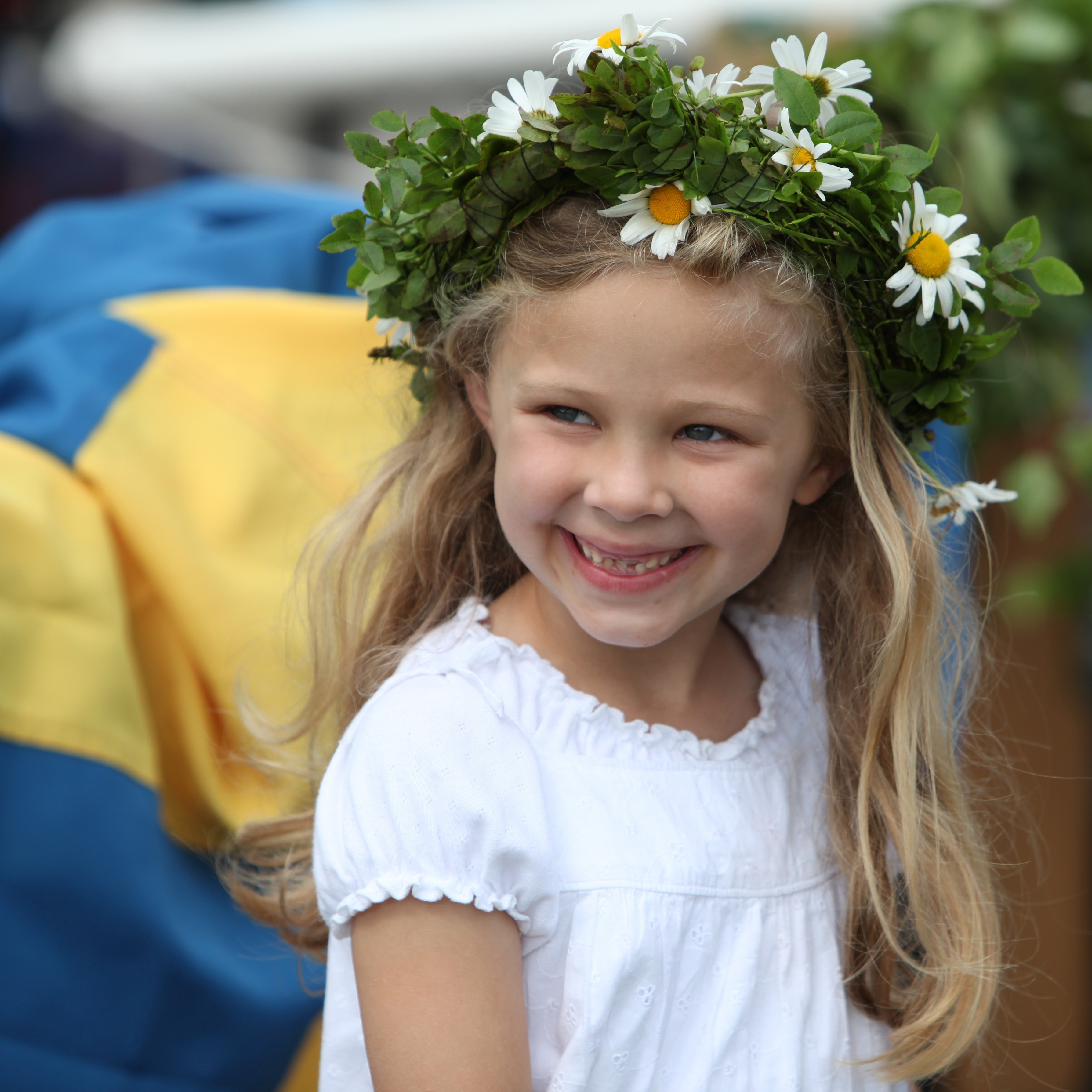
Девочка из Швеции

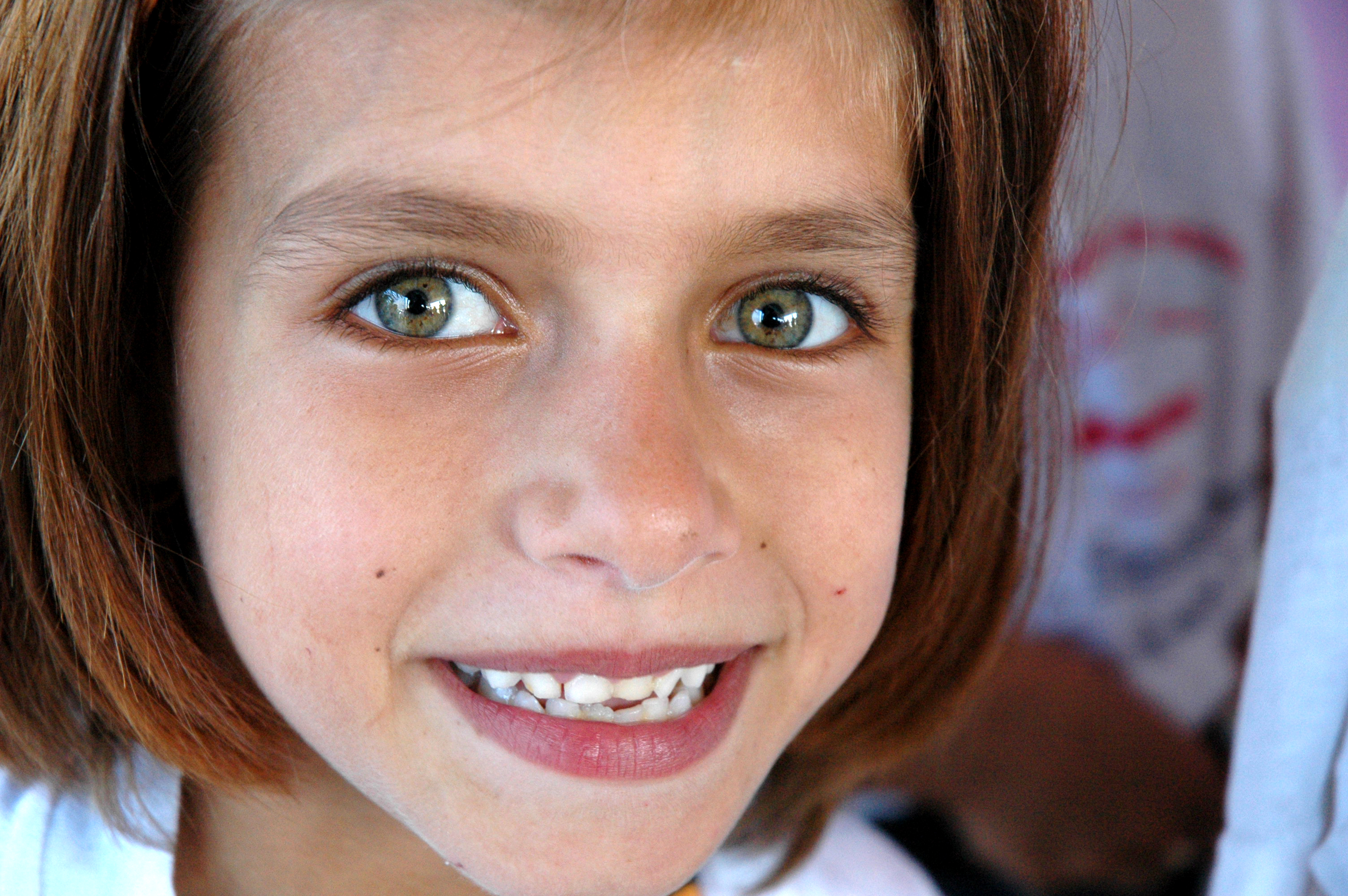
Палестинская девочка из Калькилии

Взаимосвязи биологического пола с окружающей средой не очень понятны. Девочки-однояйцевые близнецы, разлучённые при рождении и воссоединённые спустя десятилетия, демонстрировали как поразительные сходства, так и различия. В 2005 году Ким Уоллен из университета Эмори заметила: «Я думаю, что вопрос „природа против воспитания“ не имеет смысла, поскольку рассматривает эти два явления как независимые, тогда как в действительности во всём имеется и природа, и воспитание». Уоллен заявила, что гендерные различия возникают очень рано и проявляются в базовых предпочтениях мужчин и женщин в отношении выбранной ими деятельности. Девочкам, как правило  Укажите, пожалуйста, источник информации, подтверждающий сообщение., нравятся игрушки и другие предметы, с которыми они могут взаимодействовать, в то время как мальчики чаще предпочитают «вещи, которыми они могут лично управлять и делать с ними что-либо».
В данном случае очень показательны опыты с приматами — зелёными мартышками (Cercopithecus aethiops sabaeus, или Chlorocebus sabaeus из семейства мартышковые). Оказалось, что самцы из всех предложенных игрушек предпочитали машинки и мячи, а самки — куклы и горшки, то есть те же самые игрушки, которые соответственно предпочитают мальчики и девочки. Игрушками же, которые одинаково свойственны мальчикам и девочкам (иллюстрированная книга или матерчатая собака), самцы и самки интересовались в одинаковой степени. Это подразумевает, что данные предпочтения сформировались в процессе эволюции и основаны на различных поведенческих ролях самцов и самок. По-видимому, в выборе типа игрушек играли ассоциативную роль свойства этих предметов, привлекательные в контексте типичного для самцов и самок полоролевого поведения.

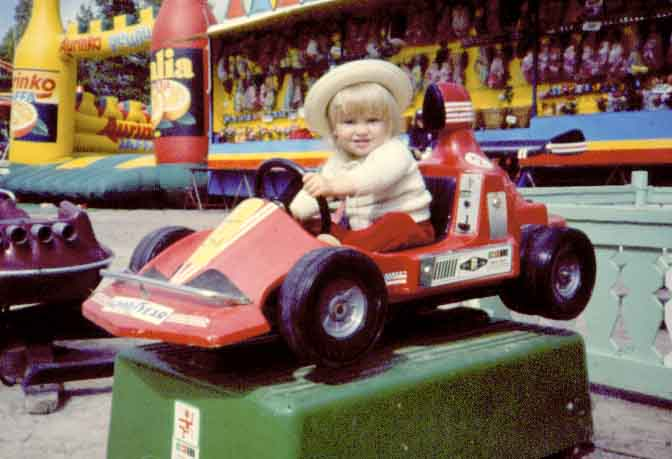
Девочка ведёт игрушечную машину. Гендерные различия проявляются очень рано и связаны с внутренними предрасположенностями

По мнению Уоллен, ожидания играют определённую роль в продвижении девочек в учёбе. Например, если представительницам женского пола, хорошо разбирающимся в математике, говорят, что результаты теста не имеют связи с половой принадлежностью, то они получают хорошие результаты, но если им говорят, что раньше мужчины обычно превосходили женщин, женщины показывают себя гораздо хуже. «Странно то», отмечает Уоллен, «что в соответствии с исследованиями, видимо, достаточно сказать женщине, которая всю жизнь считалась слабой в математике, что математический тест нейтрален по отношению к полу, и все последствия этого опыта социализации исчезают». Писательница Джудит Харрис высказала мнение, что, помимо генетического вклада, родительское воспитание, по всей вероятности, имеет меньшее долгосрочное влияние на потомство, чем другие аспекты окружающей среды, такие, как детские группы равных.
Исследования Национального фонда грамотности Англии показали, что баллы девочек неизменно выше, чем у мальчиков, во всех областях учёбы в возрасте от 6 до 11 лет, причём наиболее существенные различия отмечены в навыках чтения и письма. Исторически сложилось, что девочки отстают в стандартизированных тестах. В 1996 году на устном тесте SAT у девочек всех рас из США средний балл составил 503, а у мальчиков — 507. В математике средний балл девочек был 492, а у мальчиков — на 35 больше. «Когда девочки проходят те же самые курсы», прокомментировал Уэйн Камара, исследователь из совета колледжа, «этот 35-балльный разрыв уменьшается совсем немного». В то же время Лесли Р. Вольф, президент Центра исследований политики, по отношению к женщинам сказал, что девочки хуже выполняют тесты потому, что они, как правило, склонны работать над решением задачи, в то время как мальчики используют «трюки для прохождения тестов», такие, как немедленная проверка уже приведённого ответа в тестах с выбором из нескольких вариантов. Вольф сказал, что девочки усидчивы и основательны, а «мальчики играют в тест, как в пинбол». Вольф также заявил, что хотя девочки имели меньшие баллы SAT, они неизменно получают более высокие оценки, чем мальчики, на всех курсах первого года в колледже.
В то же время было проведено множество математических тестов, которые показали «превосходство девочек в заданиях на нумерацию и вычисление: это относительно легкие стереотипные задачи, и не удивительно, что девочки, которые опережают мальчиков в развитии (в раннем возрасте), выполняют их либо лучше мальчиков, либо, по крайней мере, не уступают им. Но гораздо чаще обнаруживается превосходство мальчиков и мужчин. Оно проявляется начиная с 12 лет и вплоть до 21 года (более поздних исследований не было), в разнообразных параметрах (рассуждениях, вычислительных способностях, математических достижениях и при прямом определении математических способностей по специальным тестам), сохраняется и на выборке одарённых (когда одарённые девочки сравниваются с одарёнными мальчиками), а их развитие совпадает с развитием невербального интеллекта в целом. Все эти закономерности свидетельствуют о более значительном преобладании мальчиков и юношей над девочками и девушками по математическим способностям». Кроме того, мальчики гораздо чаще предлагали нетривиальное решение задач по сравнению с девочками.
Эти выводы подтверждаются и результатами проведения математических олимпиад — девочки распределялись по оценкам очень неравномерно: девочки из «зала славы» концентрировались в конце списка победителей.
К 2006 году девочки превосходили мальчиков в устной части на 11 баллов. В связи с этим опять информативны опыты с приматами. Самки макак-резусов издают в 13 раз больше «коммуникационных» звуков по сравнению с самцами. При этом они в основном предпочитают общаться с другими самками. Самцы же примерно равное количество времени проводили в «беседах» с макаками обоего пола. Таким образом, превосходство женщин в речевой способности также обусловлено эволюционно — общение с «соседками» необходимо самкам макак для выживания. Всю жизнь они обычно проводят в одной группе и часто помогают друг другу ухаживать за потомством. Самцы, наоборот, часто мигрируют между разными группами макак.
В 2005 году исследование, проведённое в Чикагском университете, показало, что наличие большего числа девочек в классе повышает успеваемость мальчиков.

## Girls' Studies
С 1970-х годов под влиянием феминистской критики андроцентричного подхода в научных исследованиях детства и юношества, постепенно возникла специальная научная дисциплина, изучающая девочек — Girls' Studies.

## Искусство и литература

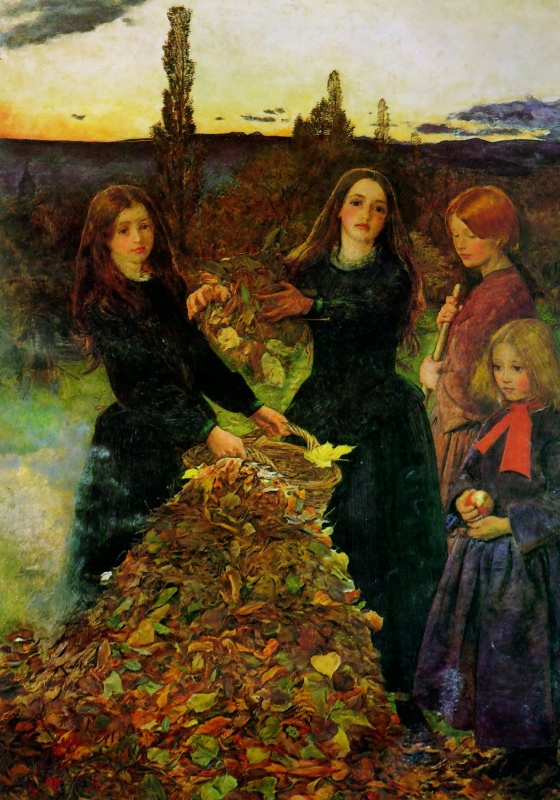
Осенние листья, Джон Эверетт Милле (1856)

На египетских росписях изображали портреты девочек, которые были дочерьми знати. Поэзия Сафо включает любовные стихи, адресованные девочкам.
Многие литературные произведения или циклы включают описание детства своей героини, как, например, история Джейн Эйр в одноименном романе, страдающей от жестокого обращения, или сентиментальной Наташи Ростовой в «Войне и мире». Другие романы, к примеру, «Убить пересмешника» Харпер Ли, бывают целиком посвящены маленькой девочке в качестве главной героини. «Мемуары гейши» Артура Голдена начинаются с того, что главная героиня и её сестра брошены в «районе удовольствий» после того, как разлучены со своей семьёй.
В книгах «Приключения Алисы в Стране Чудес» и «Алиса в Зазеркалье» Льюиса Кэрролла описывается широко известная главная героиня. Кроме того, фотографии девочек и девушек, сделанные Кэрроллом, часто включаются в историю фотографического искусства.
Пеппи Длинныйчулок — героиня серии книг шведской писательницы Астрид Линдгрен. Пеппи является девочкой, которая обладает суперсилой и живёт без родителей в вилле «Курица».
Для русскоязычного зрителя и читателя, начиная с позднесоветского периода, самой популярной девочкой стала Алиса Селезнёва, героиня научно-фантастических книг Кира Булычёва и их экранизаций.